# رهاء (روستا)
 رها  (در عربی:  الرَهّا )
نام روستایی است در دهستان المَذبَح از توابع استان لَحِج در کشور یمن در شبه جزیره عربستان.

## جمعیت
جمعیت آن (۴۵) نفر (۴ خانوار) می‌باشد.